# Dimitar Stojanov
Dimitar Stojanov (bulharsky: Димитър Кинов Стоянов) (* 17. květen 1983 Sofie) je bulharský politik působící v nacionalistické straně Národní svaz Útok, poslanec Evropského parlamentu a syn někdejšího disidenta Radoje Ralina.
Od srpna 2005 působil jako stálý pozorovatel v Evropském parlamentu, od začátku roku 2007 jeho poslancem.